# Pirče
Pirç en albanais et Pirče en serbe latin (en serbe cyrillique : Пирче) est une localité du Kosovo située dans la commune/municipalité de Mitrovicë/Kosovska Mitrovica et dans le district de Mitrovicë/Kosovska Mitrovica. Selon le recensement kosovar de 2011, elle compte 511 habitants, tous albanais.
Le village est également connu sous le nom albanais de Pirq.

## Démographie

### Évolution historique de la population dans la localité
| 1948 | 1953 | 1961 | 1971 | 1981 | 1991 | 2011 |
| ---- | ---- | ---- | ---- | ---- | ---- | ---- |
| 173  | 208  | 220  | 280  | 351  | 415  | 511  |

|  |